# Mustang, Texas
Mustang är en ort (town) i Navarro County i delstaten Texas med endast 21 invånare vid folkräkningen 2010.. Vid folkräkningen 2020 hade den inga invånare.